# 蘇特芬林蔭路-阿徹大道-JFK機場車站
蘇特芬林蔭路-阿徹大道-JFK機場車站（英語：Sutphin Boulevard–Archer Avenue–JFK Airport station），是美國紐約地鐵IND及BMT阿徹大道線的地鐵站，位於皇后區牙買加蘇特芬林蔭路及阿徹大道，甘迺迪國際機場捷運開通前曾名蘇特芬林蔭路-阿徹大道車站，設有E線（任何時候停站）、J線（任何時候停站）及Z線（僅繁忙時段的尖峰方向停站）列車服務。
此兩層的地下車站原名「蘇特芬林蔭路車站」，作為兩個街區以北已經拆除的BMT牙買加線的蘇特芬林蔭路高架車站的替代品。機場捷運開放後加入了「JFK機場」字樣。

## 車站結構
| G          | 街道層   | 出入口                                                                       |
| B1         | 夾層     | 閘機、車站詢問處、MetroCard自動售票機                                        |
| B2 IND月台 | 西行     | ← 往世界貿易中心 (牙買加-凡維克)                                             |
| B2 IND月台 | 島式月台 |                                                                              |
| B2 IND月台 | 東行     | → 往牙買加中心-帕森斯／射手 (總站) →                                         |
| B3 BMT月台 | 西行     | ← 往寬街 (早上繁忙時段往111街，其餘時間往121街) ← 早上繁忙時段往寬街 (121街) |
| B3 BMT月台 | 島式月台 |                                                                              |
| B3 BMT月台 | 東行     | → 往牙買加中心-帕森斯／射手 (總站) →                                         |

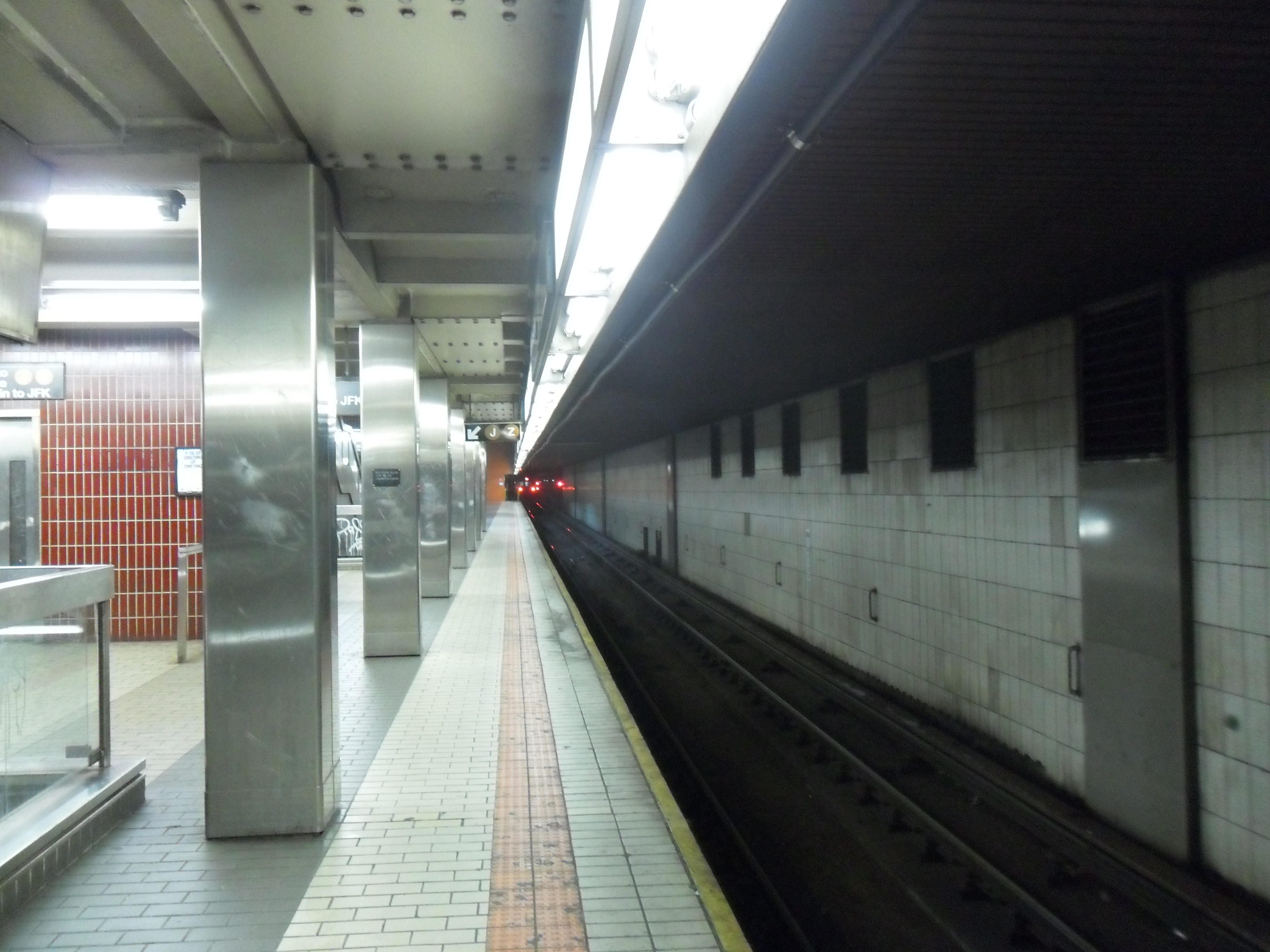
上層月台東行側

此站分為兩層，上層服務IND阿徹大道線，而BMT線使用下層。兩層各設有一個島式月台和兩條軌道。與其他阿徹大道線車站一樣，蘇特芬林蔭路車站可以無障礙通行。兩個月台全長600英呎，剛好是B分部列車全長。

## 外部連結
- nycsubway.org—IND Queens Boulevard Line: Sutphin Boulevard (Jamaica Branch)
- Station Reporter — E Train
- Station Reporter — J Train
- The Subway Nut — Sutphin Boulevard – Archer Avenue – JFK Airport Pictures （页面存档备份，存于）
- Sutphin Boulevard entrance from Google Maps Street View （页面存档备份，存于）
- Upper level from Google Maps Street View
- Lower level from Google Maps Street View